# Great Wilbraham
Cet article possède un paronyme, voir Wilbraham.
Great Wilbraham est une paroisse civile et un village du Cambridgeshire, en Angleterre.